# Aechmea pineliana
Aechmea pineliana là một loài thực vật có hoa trong họ Bromeliaceae. Loài này được (Brongn. ex Planch.) Baker mô tả khoa học đầu tiên năm 1879.